# Az öreg hölgy és a testőr
Az öreg hölgy és a testőr (eredeti cím: Guarding Tess) 1994-ben bemutatott romantikus dráma. Főszereplők Shirley MacLaine és Nicolas Cage.

## Cselekménye
|  | Alább a cselekmény részletei következnek! |

Summersville, Ohio állam, USA, 1991-1992
Doug Chesnic (Nicolas Cage) „különleges megbízott ügynök” hároméves nehéz szolgálat után boldogan jelentkezik Washingtonban a főnökénél és mozgalmasabb beosztást kér. Azonban az Egyesült Államok elnökének személyes kérésére a korábbi kinevezését meghosszabbítják a védett személy óhajára, aki kifejezetten őt kérte a feladatra. A védett személy az elnök személyes barátja, a korábbi elnök özvegye, Tess Carlisle (Shirley MacLaine). Doug meg van döbbenve, egyrészt mert igen nehezen jött ki az idős hölgy rigolyáival, aki gyakorlatilag inasként bánt vele, másrészt úgy érzi, nem tudna elviselni még három évet ugyanott. Azonban nincs más választása, így másnap ugyanott folytatódik minden, ahogy korábban, kivéve, hogy Doug elhatározza: szigorúan tartja magát a szabályzathoz, és annak előírásait a bogaras hölgytől is megköveteli (például nem engedi, hogy a hölgy az autóban a sofőr mögötti hátsó ülést foglalja el, mert neki előírás szerint a jobb oldalon vagy középen kell ülnie). Tess némi állóháború után enged a testőr követelésének, és némi megbecsülést is kifejez iránta.
A hét személyes testőr munkája fölöslegesnek tűnik, amit maga Tess is megemlít Dougnak. A hölgy szokatlan ötletekkel áll elő: bár öt éve nem mozdult ki a házból, és kint mínusz öt fok van, ő golfozni szeretne. Egy másik alkalommal egy német nyelven előadott Mozart operát néznek meg a Columbus városában, amin Tess elbóbiskol és ezért kissé kínos helyzetbe kerül. A kijáratnál azonban ünneplő tömeg várja, ezért elhatározza, hogy máskor is ki fognak ruccanni. A visszafelé úton, amikor egy benzinkútnál tankolnak, Tess ügyesen elküldi az embereit, és rászól Earlre, hogy induljanak el. A testőrök későn kapnak észbe és egy kereszteződésnél elveszítik a nyomát, így Doug kénytelen felhívni a helyi rendőrséget, és a segítségüket kérni, akik jót szórakoznak rajtuk és a házhoz kísérik a hölgyet az autójában. Tess közli Douggal, hogy csak egy kis szabadságot akart, Doug visszavág azzal, hogy Tess kérheti a személyes védelem megszüntetését, amit ő meg is tesz. Másnap reggel Dougot az emberei az utcán, a kapu előtt várják. Dougot, miközben a vécén ült, felhívta az elnök és arra kérte, hogy folytassa a védelmet, mert a választópolgároknak ez az óhaja. Azonban a kapun nem engedik be őket. Jimmy, a szakács nem nyitja ki a kaput, mert azt mondja, hogy neki Tess a főnöke, nem a titkosszolgálat, Fred pedig viccből azt mondja, hogy túszként fogva tartják Tesst, tíz dollár váltságdíjat kérnek, egy helikoptert és a Gigi musical kazettáját. Doug két ember kivételével a többieket hazaküldi, ők hárman pedig kintről őrzik a házat.
Tess kocsija hamarosan kigördül a kapun, az ügynökök pedig követik. Az autó egy klinikához hajt, ahol Tess agyát átvilágítják (valószínűleg CT-készülékkel). Az agyában egy daganat látszik.
Másnap megérkezik Barry Carlisle, Tess fia és egy felépítendő lakónegyedhez kéri az anyja támogatását, ami annyiból állna, hogy egy levélben elismerő szavakat mond a tervről. Tess rövid gondolkodás után nemet mond.
Tess este egy videókazettát néz, amin férje életéről filmhíradókból való összeállítás látható. Nem sokkal később kimegy Doug kocsijához (Doug félig alszik és annyira megijed, hogy magára önti a kávét), és behívja a házba egy pohár italra. Még aznap este egy bárba mennek, ahol kiderül, hogy Doug valamikor nős volt, de a házasság csak hét hónapig tartott. Céloz rá, hogy a felesége hűtlen volt, ezért nem szívesen beszél róla.
Másnap a konyhában a személyzet gratulál Dougnak, amiért a csapatukat Tess visszaengedte a házba. Tess közli Douggal, hogy az elnök a közeli Summersville-be fog látogatni a James Greer Carlisle elnöki könyvtár új szárnyának felavatására, ezért ma odamennek, hogy megnézzék a helyszínt. Az ott dolgozó Mr. Porter egy sátrat állítana fel a kertben, Tess azonban azt javasolja, hogy inkább az olvasószobában legyen a rendezvény. Másnap fax jön a Fehér Házból, melyben az áll, hogy az elnök államügyek miatt nem tud részt venni a rendezvényen, ezért kereskedelmi tanácsosát küldi maga helyett. Tess titkárnője nem meri közölni vele a hírt, ezt is Dougnak kell megtennie. Tess időközben átfestette őszülő haját az esemény miatt, amin rövid beszédet mond.
Közben téliesre fordult az idő, a talajt hó borítja. Tess azt találja ki, hogy szeretne piknikezni a közeli tó partján és hogy csak Doug kísérje el. Tess a tó partján egyedül üldögél egy megterített asztalnál és teázik. Amikor elbóbiskol, a sofőr elpakolja az asztalt, Doug pedig felnyalábolja az alvót (miután ellenőrizte a pulzusát), és beülteti a kocsiba. Amikor visszamegy a székért, az autó hirtelen elindul. Látszik, hogy ezúttal nem Tess adott utasítást a sofőrnek, mert csak a kocsi indulására riad fel. Doug egy büféből felhívja egyik emberét, aki eljön érte kocsival, de addigra már 2,5 óra eltelt. Doug úgy gondolja, hogy ezúttal is csak egy kis szeszélyről van szó, de előírás szerint szól a seriffnek és az autópálya-rendőrségnek, hogy figyeljék a kocsit. A washingtoni központot egy óra múlva értesíti, ahogy elő van írva, mert az autó még mindig nem került elő. Éjszaka megérkeznek az FBI civil ruhás nyomozói néhány sugárhajtású repülőgéppel.
Janson seriff értesíti Dougot, hogy megtalálták a kocsit egy mellékúton, a sofőr eszméletlen volt, ezért kórházba vitték. Tess Carlisle nem volt a kocsiban. A helyszínen az FBI rengeteg emberrel vizsgálgatja a kocsit, miközben Doug és emberei a helyszínt körülvevő sárga szalagon kívül ácsorognak.
Másnap reggel Schaeffer, az FBI vezető nyomozója rövid belső tájékoztatót tart. A sofőrülés mellett üres műanyag fecskendőt találtak, erős, kábító hatású szerek nyomaival, ami egy felnőtt férfit 6-8 órán át kábult állapotban tarthatott. A sofőr nyakán hátul félhold alakú égésnyomokat találtak, ezért a CIA arra tippel, hogy közel-keleti terroristák lehetnek a dologban, akik ezzel akartak üzenni. Ekkor derül ki, hogy Tessnek nem-operálható agydaganata van. A kocsi kesztyűtartójában egy cetlit találtak, amin az elrablók 50 millió dollár váltságdíjat követelnek. Az FBI igényt tart az irodájukra, ezért szétszélednek. Amint Doug egyik emberét fuvarozza, és az rá akar gyújtani a szivargyújtóval, Doug visszafordul és a házhoz hajt. Elmondja Schaeffernek, hogy Tess bizonyára nem adta meg magát védekezés nélkül a támadóinak, és a szivargyújtóval ő sebezte meg a sofőrt: vagyis a sofőr bűnrészes az emberrablásban. Doug és Schaeffer a kórházba mennek, és megvizsgálják a sebet a sofőr nyakán: a két félhold alakú seb pont akkora, mint a szivargyújtó vége. Amikor Earl meglátja a szivargyújtót Doug kezében, hirtelen beszélni kezd, és megpróbálja Dougra terelni a gyanút: ő egyedül kísérte Tesst a tóhoz, akit régóta gyűlölt, és sokat veszekedtek is. Amikor Schaeffer távozni akar, Doug előhúzza a pisztolyát és Tess holléte felől kérdezi. Amikor továbbra is tagad, megfenyegeti, hogy ellövi az egyik lábujját, majd ötig számol és utána a következőt. Schaeffer figyelmeztetése ellenére meg is teszi az első lövést. Doug szerint, mivel Tess látta a sofőrjét, ezért meg fogják ölni. Schaeffer Dougra szegezi a pisztolyát, a nővértől a rendőrség és az FBI riasztását kéri, Doug azonban Earl lábára céloz és folytatja a számolást. Earl ekkor bevallja, hogy Tesst egy elhagyatott farmon tartják fogva a nővére és annak férje.
A farmot kommandósok támadják meg, a két bent lévőt, egy nőt és egy férfit meglepi a dolog, ezért nincs idejük ellenállni. A férfi a fészerben egy műanyag csőhöz vezeti őket, amin keresztül Tess levegőhöz juthat. A férfi ugyanis egy üregben helyezte el, amit a cső kivételével betemetett. Tess kb. 30 órával korábban került a lyukba, ezért ájultan fekszik. Doug nekiesik a férfinak, majd az embereivel egymást váltva ásni kezdenek, mert az üreg elég mély.
Tess élve kerül ki a lyukból, hordágyra teszik és egy katonai mentőhelikopterben helyezik el, amibe az FBI-osok is beszállnak, azonban Doug és emberei már nem férnek be. Alighogy a gép kissé felemelkedik, visszaereszkedik a talajra. Tess ugyanis időközben magához tért és Dougot kéri maga mellé. Ők visszarohannak a géphez, amiből néhányan kénytelenek kiszállni, hogy ők beférjenek.
Másnap Tess a kórházból felhívja az elnököt és arra kéri, hogy Dougnak ne legyen hátránya abból, hogy a kórházban rálőtt valakire, hiszen az ő életét védte, továbbá, hogy az elnök viselje gondját Dougnak, ha vele, Tessel történik valami. A kórház elhagyásakor még támad egy kis vita egy kórházi alkalmazott és Tess között, mert a szabályok értelmében Tessnek tolószékbe kellene ülnie, ő azonban a saját lábán akar távozni. Végül Doug a tolószékbe parancsolja. Tess a székben ülve, mosolyogva és integetve távozik, kint lelkes csoportosulás várja.
|  | Itt a vége a cselekmény részletezésének! |

## Szereposztás
- Shirley MacLaine (Hámori Ildikó) — Tess Carlisle, a korábbi elnök, James Greer Carlisle özvegye, az elnök személyes barátja
- Nicolas Cage (Schnell Ádám) — Doug Chesnic, „különleges megbízott ügynök”, Tess testőre
- Austin Pendleton (Versényi László) — Earl Fowler, sofőr
- Edward Albert (Tarján Péter) — Barry Carlisle, Tess fia, sikeres építési vállalkozó Arizona államban
- James Rebhorn (Szokolay Ottó) — Howard Schaeffer, az FBI vezető nyomozója
- Richard Griffiths (Verebély Iván) — Frederick / Fred, Tess kövér inasa, ápolója (aki gyakorlatilag nem csinál semmit)
- John Roselius — Tom Bahlor, ügynök, Doug beosztottja
- David Graf — Lee Danielson, ügynök, Doug beosztottja
- Don Yesso — Ralph Buoncristiani, ügynök, Doug beosztottja
- James Lally — Joe Spector
- Brant von Hoffman — Bob Hutcherson, ügynök, Doug beosztottja
- Harry J. Lennix — Kenny Young
- Susan Blommaert — Kimberly Cannon, Tess személyes titkárnője (enyhén autista)
- Dale Dye — Charles Ivy
- James Handy — Neal Carlo
- Stephen S. Chen — Jimmy, a szakács (távolkeleti vonásokkal)
- Kelly Williams — Mr. Porter, a Carlisle elnöki könyvtárban dolgozik
- Noble Willingham — Janson seriff
- Hugh Wilson, a film rendezője — Harold, az Egyesült Államok elnöke (csak hang)
- Julie Kurzava — énekes a Mozart-operában
- Michael Consoli — énekes a Mozart-operában

## Megjelenése
Magyarországon nem játszották a mozik, csak videón jelent meg, 1995. augusztus 31-én.
A film DVD-n 1998. április 14-én jelent meg a Sony Pictures Home Entertainment forgalmazásában.

## Fogadtatás
Az amerikai filmkritikusok véleményét összegző Rotten Tomatoes 59%-ra értékelte 32 vélemény alapján. Roger Ebert, a Chicago Sun-Times filmkritikusa 3,5 csillagot adott rá a lehetséges 4-ből, és ezt mondja: „MacLaine és Cage nagyon jók a filmben”.

## Díjak, jelölések
- 1995: Golden Globe-díj jelölés „legjobb színésznői alakítás vígjáték vagy musical műfajában” – Shirley MacLaine

## Forgatási helyszínek
A filmet az USA Maryland államában, Parkton településen vették fel.

## Érdekesség
A filmben elhangzó zenei részletek:
- Wolfgang Amadeus Mozart: Don Giovanni (opera, amit elmennek megnézni) – Madamina il Catalogo e Questo
- Wolfgang Amadeus Mozart: Nyitány
- Ronald Isley, Rudolph Isley, O'Kelly Isley: Shout
- Wolfgang Amadeus Mozart: Ich Gehe, doch Rate Ich Dir (Szöktetés a szerájból, háromfelvonásos daljáték)
- Joy to the World

## Fordítás
Ez a szócikk részben vagy egészben  a   Guarding Tess című angol Wikipédia-szócikk fordításán alapul.  Az eredeti cikk szerkesztőit annak laptörténete sorolja fel. Ez a jelzés csupán a megfogalmazás eredetét és a szerzői jogokat jelzi, nem szolgál a cikkben szereplő információk forrásmegjelöléseként.